# بل پست هیل، ویکتوریا
بل پست هیل (به انگلیسی: Bell Post Hill) یک حومه شهر در استرالیا است که در ویکتوریا (استرالیا) واقع شده‌است.